# 빌 랜든
빌 랜든(Bill Landen, 1956년 2월 21일 ~ )는 미국의 정치인이다.

## 학력
- 캐스퍼 대학
- 와이오밍 대학교
- 콜로라도 주립 대학교 대학원

## 경력
- 2007.07 ~ 제59~대 와이오밍 제29선거구 상원의원

## 역대 선거 결과
| 선거명      | 직책명                     | 대수 | 정당   | 득표율 | 득표수  | 결과 | 당락                 |
| ----------- | -------------------------- | ---- | ------ | ------ | ------- | ---- | -------------------- |
| 2008년 선거 | 상원의원 (와이오밍 제27부) | 60대 | 공화당 | 61.14% | 5,563표 | 1위  | 와이오밍 주의원 당선 |
| 2010년 선거 | 상원의원 (와이오밍 제27부) | 61대 | 공화당 | 99.09% | 5,569표 | 1위  | 와이오밍 주의원 당선 |
| 2014년 선거 | 상원의원 (와이오밍 제27부) | 63대 | 공화당 | 98.42% | 4,670표 | 1위  | 와이오밍 주의원 당선 |
| 2018년 선거 | 상원의원 (와이오밍 제27부) | 65대 | 공화당 | 97.76% | 5,451표 | 1위  | 와이오밍 주의원 당선 |
| 2022년 선거 | 상원의원 (와이오밍 제27부) | 67대 | 공화당 | 97.50% | 4,477표 | 1위  | 와이오밍 주의원 당선 |